# José Marianno da Silva
José Marianno da Silva (Rio de Janeiro, 26 de maio de 1797 – 17 de maio de 1856) foi um médico brasileiro.
Cirurgião formado em 1827. Foi membro fundador da Sociedade de Medicina do Rio de Janeiro, atual Academia Nacional de Medicina.